# الحياة قبل البشر (رواية)
الحياة قبل البشر (بالإنجليزية: Life Before Man)‏ هي رواية للكاتبة الكندية مارغريت آتوود، نشرت عام 1979 من دار نشر ماكليلاند آند ستيوارت، ورشحت لجائزة الحاكم العام.

## القصة
الشخصيات الثلاث الرئيسية هي نيب وإليزابيث وليشيا. نيت وإليزابيث زوجان غير سعيدان، كلا منهما له علاقة خارج الزواج. وليشيا هي عشيقة نيت وتنحدر من أصول يهودية وأوكرانية، وتعمل مع زوجته في قسم الحفريات في متحف أونتاريو الملكي، كعالمة حفريات مهووسة بالديناصورات، وهذا سبب عنوان الكتاب.
تصف الرواية المدينة والمتحف بتفاصيل غزيرة. وتولي اهتماماً كبيراً ببحث ليشيا عن ذاتها وتسبب أصولها العرقية المختلطة معاناة سواء في ماضيها أو حاضرها.